# Mohamed Mekhazni
 (mars 2021).
Si vous disposez d'ouvrages ou d'articles de référence ou si vous connaissez des sites web de qualité traitant du thème abordé ici, merci de compléter l'article en donnant les références utiles à sa vérifiabilité et en les liant à la section « Notes et références ».
Mohamed Mekhazni (en arabe : محمد مخازني), né le 12 février 1978 à Alger, est un entraîneur algérien. Il occupe actuellement le rôle de Directeur Technique Sportif au MC Alger.

## Biographie
Mohamed Mekhazni entraîne l'équipe de sa ville natale, le MC Alger, à plusieurs reprises, mais aussi plusieurs autres clubs algériens comme l'USM Alger, le RC Arbaâ et l'équipe algérienne des moins de 20 ans.